# Miquel d’Esplugues
Miquel d’Esplugues (geboren 1870 in Esplugues de Llobregat; gestorben 1934 in Barcelona) war der Ordensname des katalanischen Schriftstellers und Kapuziners Pere Campreciós i Bosch.
Miquel d’Esplugues wurde im Alter von sechs Jahren Waise. Er studierte Geisteswissenschaft am Priesterseminar von Barcelona und wurde 1887 Kapuziner. Später war er Lehrer für Philosophie (1892) und Theologie (1898). 1893 wurde er zum Priester geweiht. Als Berater und Vikar in capite der Kapuzinerprovinz von Navarra und Katalonien, erreichte er 1900 die Wiederherstellung der alten katalanischen Provinz. Von 1905 bis 1915 und 1918 bis 1921 war er Provinzvikar der katalanischen Kapuzinerprovinz.
1907 gründete d’Esplugues die Zeitschrift Estudios Franciscanos (Franziskanische Studien) und 1925 Criterion, die erste katalanische Philosophiezeitschrift.
Politisch war er der katalanischen Partei Lliga Regionalista und dessen Initiator Francesc Cambó eng verbunden. Darüber hinaus gründete er die katalanische biblische Stiftung dessen Präsident er war. 

## Werke
- Nostra Senyora de la Mercè. Estudi de psicologia ètnico-religiosa de Catalunya (1916). (auf Katalanisch)
- Sant Francesc de Sales, esperit i màximes (1906). (auf Katalanisch)
- Vier Bände von Kommentaren über das Vaterunser (1920–1923). (auf Katalanisch)
- Drei Bände von Sammlung von religiöser Philosophie (1924–1927). Der dritte Band hat den Titel von La vera efígie del Poverello (Das wahre Geschicht des Poverellos), und es geht um Franz von Assisi. (auf Katalanisch)
- El missatge d’Israel: Israel, Jesús, Sant Pau (1934). (auf Katalanisch)

## Bibliographie
- A. Botti: La Spagna e la crisi modernista. Cultura, società civile e religiosa tra Otto e Novecento, Morcelliana, Brescia, 1987, S. 141–148. (auf Italienisch)

| Personendaten    | Personendaten                              |
| ---------------- | ------------------------------------------ |
| NAME             | Esplugues, Miquel d’                       |
| ALTERNATIVNAMEN  | Campreciós i Bosch, Pere (wirklicher Name) |
| KURZBESCHREIBUNG | katalanischer Schriftsteller und Kapuziner |
| GEBURTSDATUM     | 1870                                       |
| GEBURTSORT       | Esplugues de Llobregat                     |
| STERBEDATUM      | 1934                                       |
| STERBEORT        | Barcelona                                  |